# Kristalni habit
Kristalni habit je opis značilnih oblik in agregatov, ki jih tvori nek mineral. Habit je pogosto najpomembnejša značilnost za prepoznavanje minerala. 
Mineralogi uporabljajo za opis habita kristala mnogo izrazov. Nekateri habiti so za določene minerale značilni, vendar ima večina mineralov več različnih habitov. Habit je namreč zelo odvisen od pogojev, v katerih je mineral kristaliziral. Kristalni habit lahko neizkušenega opazovalca zavede k njegovemu enačenju s kristalnim sistemom minerala. 
Na kristalni habit vplivajo naslednji činitelji: kombinacija dveh ali več kristalnih oblik, sledovi nečistoč, dvojčičenje kristalov in pogoji rasti, predvsem temperatura, tlak in razpoložljiv prostor. Minerali, ki imajo isti kristalni sistem, imajo lahko različne habite. Nekateri habiti so značilni za njihovo podvrsto in nahajališče. Primer: večina safirjev ima podolgovate valjaste kristale, safirji iz Montane (ZDA) pa imajo debele ploščate kristale, kakršne imajo samo rubini. Safirji in rubini so različice istega minerala – korunda (aluminijev(III) oksid, Al2O3).  
Nekateri minerali lahko zamenjajo druge obstoječe minerale, pri čemer ti ohranijo svoj prvotni habit. Takšen proces se imenuje psevdomorfna zamenjava. Klasični primer  psevdomorfne zamenjave je tigrovo oko,  v katerem je krocidolitni  (modri) azbest zamenjan s kremenom. Kremen tvori običajno dobro razvite podogovate prizmatične kristale, v tigrovem očesu pa je ohranjen prvotni vlaknati habit azbesta.

## Seznam kristalnih habitov
| Habit                               | Opis                                                                     | Primer                                    |                     |
| ----------------------------------- | ------------------------------------------------------------------------ | ----------------------------------------- | ------------------- |
| Igličast                            | Podoben igli, tanek in/ali koničast                                      | Rutil v kameni streli                     | Iglice rutila       |
| Mandljast                           | Podoben mandlju                                                          | Heulandit                                 | Heulandit           |
| Anhedralen                          | Slabo razvit, zunanje kristalne ploskve niso razvite                     | Olivin                                    | Olivin              |
| Lističast                           | Tanki nežni lističi                                                      | Kianit                                    | Kianit iz Brazilije |
| Grozdičast ali globularen           | Podoben grozdju, poloblasti skupki                                       | Smitsonit, hemimorfit, adamit in variscit | Variscit            |
| Stebričast                          | Dolge, vitke, pogosto vzporedne prizme                                   | Kalcit                                    | Kalcit              |
| Luskast                             | Skupek tesno stisnjenih luskastih ali ploščatih kristalov                | Barit                                     | Barit               |
| Dendriten ali razvejan              | Podoben drevesu, razvejan iz središča v eno ali več smeri                | Magnezit v opalu                          |                     |
| Dodekaedričen                       | Dodekaeder                                                               | Granat                                    | Granat              |
| Druzast ali kopučast                | Skupek zelo drobnih kristalov na ravni površini                          | Uvarovit, kremen                          | Uvarovit            |
| Enantiomorfen                       | Zrcalna slika in optične lastnosti                                       | Kamena strela                             | Kamena strela       |
| Usklajen, krepak, čokat ali kladast | Dolžina, širina in višina so približno enaki                             | Cirkon                                    | Cirkon              |
| Idiomorfen                          | Lepo razviti kristali z razvitimi zunanjimi ploskvami                    | Spinel                                    | Spinel              |
| Vlaknat ali stolpičast              | Izredno tanke prizme                                                     | Tremolit                                  | Tremolit            |
| Filiformen ali kapilaren            | Izredno tanki laski ali vlakna                                           | Natrolit                                  | Natrolit            |
| Listnat ali luskav                  | Sloji, ki cepijo v tanke ploščice                                        | Sljuda                                    | Sljuda              |
| Granularen                          | Agregati anhedralnih kristalov v šelitu                                  | Šelit                                     | Šelit               |
| Hemimorfen                          | Napačno zaključeni kristali z dvema različno oblikovanima koncema        | Hemimorfit                                | Hemimorfit          |
| Mamilaren                           | Podoben prsim; površina je nastala s prekrivanjem delno kroglastih oblik | Malahit                                   | Malahit             |
| Masiven ali kompakten               | Brezobličen, brez izrazitih zunanjih kristalnih oblik                    | Serpentin                                 | Serpentin           |
| Nodularen ali grudast               | Depozit približno okrogle oblike z nepravilnimi izrastki                 | Geode                                     | Geoda               |
| Oktaedričen                         | Oktaeder - dve kvadratni piramidi s skupno osnovno ploskvijo             | Diamant                                   | Diamant             |
| Pernat                              | Fine, perju podobne strukture                                            | Motramit                                  | Motramit            |
| Prizmatičen                         | Raztegnjene prizme; dobro zazvite kristalne ploskve vzporedne z osjo c   | Turmalin                                  | Turmalin            |
| Psevdo heksagonalen                 | Heksagonala oblika zaradi cikličnega dvojčičenja                         | Aragonit                                  | Aragonit            |
| Psevdomorfen                        | Zaradi psevdomorfne substitucije ima obliko drugege minerala             | Tigrovo oko                               | Tigrovo oko         |
| Žarkast ali divergenten             | Žarki, ki se širijo iz središča                                          | Piritna sonca                             | Piritno sonce       |
| Ledvičast                           | Podoben mamilarnemu habitu, prekrivanje ledvicam podobnih tvorb          | Hematit                                   | Hematit             |
| Mrežast                             | Igličasti kristali tvorijo mreži podobne strukture                       | Ceruzit                                   | Ceruzit             |
| Rozeta                              | Ploščati, vrtnici podobni skupki                                         | Sadra                                     | Puščavska roža      |
| Klinast                             | Oblika klina                                                             | Titanit                                   | Titanit             |
| Stalaktiten                         | Valjasta ali konična oblika stalaktita ali stalagmita                    | Rodokrozit                                | Rodokrozit          |
| Zvezdast ali stelaren               | Oblika zvezde z žarki                                                    | Pirofilit                                 | Pirofilit           |
| Brazdast                            | Brazde so vporedne ali pravokotne na kristalografske osi                 | Hrizoberil                                | Hrizoberil          |
| Nerazvit                            | Zunanje kristalne ploskve so samo delno razvite                          |                                           |                     |
| Ploščat ali lamelen                 | Ploščice ali lamele                                                      | Rubin                                     | Rubin               |
| Snopast                             | Skupki imajo obliko ročno povezanega snopa žita                          | Zeoliti                                   | Zeolit              |